# Nagypalád
Nagypalád (ukránul Велика Паладь (Velika Palagy / Velyka Palad')) falu Ukrajnában Kárpátalján Beregszászi járásban a Tiszapéterfalvai kistérséghez tartozik.

## Fekvése
Nagyszőlőstől 35 km-re délnyugatra a magyar határ mellett a Túr jobb partján fekszik. A település közúton közelíthető meg Péterfalva irányából. A legközelebbi vasútállomás Tiszaújlakon van mintegy 15 km távolságban.

## Nevének eredete
Neve a magyar Pál személynév képzős változata.

## Története
1332-ben Palad néven említik először. Kezdetben a rozsályi uradalom része volt. Majd a 18. századtól a Kereskényi, Szakadáthy és Kölcsey család birtoka. A Túr és a Batár patakok mentén fekvő falu 1984 lakosából 1967 (95%) magyar nemzetiségű. 1910-ben színmagyar falu volt, 1525 lakosából 12 vallotta magát németnek (1% alatti szórvány) a többi mind magyar volt. A trianoni békeszerződésig Szatmár vármegye Szatmárnémeti járásához tartozott.

## Látnivalók
Református temploma középkori eredetű gótikus volt, melyet a 18. században felújítottak. Ennek felhasználásával épült 1913-ban a mai templom. 1983-ban renoválták.
Nagypalád egyik nevezetessége a térségben a Kossuth szobor amit Kő Pál szobrász készítette, a szobrot 1993 szeptemberében avatták fel a község lakosainak a kezdeményezésére.

## Nagypaládi református templom
Nagypalád reformációját a legelső vérbeli magyar reformátor, a „magyar Luther”-ként emlegetett Dévay Bíró Mátyás Szatmáron való működésének (1544–1545) tulajdonítják. A XVI. század második felében bizonyíthatóan az új hitet gyakorolta. Első név szerint is ismert tanító pásztora 1580-ban Makrai János volt.
1806-ban a 443 lelkes gyülekezetben Körösi István pap „ditséretesen” prédikált, Kis Bálint rektor a leányokat is tanította. 1944-ig hat osztályos református általános iskola működött.
1808-as krónika szerint „Kő temploma van, mely helyeztetett az helység közepén.... melynek nyugati végén kőből épült tornya vagyon. Ki által építtetett az nem tudatik, de ember emlékezetire a reformátusoktól békességben birattatott és birattatik”. A középkori eredetű gótikus templomot a XVI–XVII. században teljesen felújították. A XIX. század végére a templom állapota leromlott.
A jelenleg 700 ülőhelyes templomot 1913-ban építették neogótikus stílusban. A templomtoronynak a hajóba épített sarkai és a támpillérek klinkertéglából készültek. A templomot 1958-ban teljesen felújították, 1983-ban pedig külsejét javították a hívek adományaiból. 1997-ben a toronysisak felújítására, 2000-ben a templombelső részleges restaurációjára kerül sor. 2001-ben új szőnyeg került a padlózatra.
A reformációt megelőző korból származó harangot 1915-ben ágyúvá öntötték. Ennek pótlására 1926-ban vásárolta meg az egyházközség Egri Ferenc kisgejőci harangöntő mester által bronzból készített 643 kg-os harangját. A másik bronz harangot 1882-ben Szatmáron öntötték.
Az egykor tekintélyes mennyiségű könyvtár és levéltári anyag zöme 1945-ben megsemmisült. Az anyakönyveket elkobozták.
A jelenleg használatban lévő parókia 1918-ban épült. Az előző nagyon régi, jóval kisebb parókián a század elején tűz pusztított. 1950-ben miután a lelkészt elhurcolták, az épület állami tulajdonba került.
1993-ban nyerték vissza rendkívül siralmas állapotban. 1996 őszére a gyülekezet nagy áldozatvállalás árán lakhatóvá tette. Azóta folyamatosan újul, szépül.
2005-ben felépült a parókia széles udvarán egy modern gyülekezeti ház. 2013-ban felújították a templomot.